# Galium concatenatum
Galium concatenatum là một loài thực vật có hoa trong họ Thiến thảo. Loài này được Coss. mô tả khoa học đầu tiên năm 1849.